# Alberto Fouilloux
Alberto Jorge Fouilloux Ahumada, född 22 november 1940 i Santiago, död 23 juni 2018 i Santiago, Chile, var en chilensk fotbollsspelare som spelade 70 landskamper för Chiles landslag.
Alberto Fouilloux gjorde debut för Universidad Católica 1957, där han också vann Primera División 1961 och 1966. Fouilloux skulle även komma att representera Huachipato, Unión Española och franska Lille.
För Chiles landslag var han uttagen att spela i både VM 1962 och VM 1966.

## Meriter
Universidad Católica
- Primera División: 1961, 1966

Lille
- Ligue 2: 1974

Chile
- VM-brons: 1962